# Heinz von Lichberg
Heinz von Lichberg, nome real Heinz von Eschwege (Marburgo, 7 de setembro de 1890 — Lübeck, 14 de março de 1951), foi um escritor e jornalista alemão, lembrado principalmente por seu conto de 1916, Lolita. Tem sido argumentado que Vladimir Nabokov baseou seu romance homônimo de 1955 na história de Lichberg. A história foi publicada em uma coleção de 15 histórias curtas intituladas Die verfluchte Gioconda (A Gioconda Amaldiçoada).
Nascido de uma família da nobreza de Hesse, ele escolheu o pseudônimo de Heinz von Lichberg em referência à uma cidade alemã chamada Leuchtberg perto de Eschwege, onde muitas batalhas foram travadas. Ele serviu na cavalaria durante a Primeira Guerra Mundial, e depois da guerra trabalhou como jornalista e autor em Berlim. Lichberg relatou o vôo recorde do Graf Zeppelin durante sua volta ao mundo em 1929, ganhando um nome como correspondente estrangeiro. Tornou-se membro do Partido Nazista em 1933 e trabalhou como jornalista de rádio e um jornalista de cultura com a Völkischer Beobachter. Ele deixou o Partido Nazista em 1938 e juntou-se aos militares durante a Segunda Guerra Mundial, servindo no departamento de inteligência militar Abwehr. Depois da guerra, ele se estabeleceu em Lübeck, onde trabalhou para um jornal da cidade e morreu em 1951.
Lichberg foi praticamente esquecido até o estudioso literário Michael Maar se deparar com seu conto "Lolita" e argumentou que Nabokov tinha derivado sua história a partir da obra de Lichberg em vários de seus artigos e em seu livro de 2005.
Na "Lolita" de Lichberg, a história se passa na Espanha.

## Publicações
- Die verfluchte Gioconda, Darmstadt, Falken-Verlag, 1916, 196 páginas
- Das deutsche Herz, Berlin, Stilke, 1917, 134 páginas